# テリフィック号の進水式
テリフィック号の進水式（Building the USS Terrific）とは、セサミストリートの第30シリーズ 第3831話のエピソード。アメリカで1999年3月22日に初放送、日本では2000年9月2日にNHK教育で初放送。

## 内容
ビッグバードの叔母であるグラニーから貰った新型のボートキット。そこでは、ゴードン、テリー、エリザベス、バークレー、そして子供たち2人が集まっていた。彼らが作ろうとしているボートの名前は、テリフィック号と呼ばれている。ゴードンはボートの説明書を読み、みんなでキットの一部を組み立てた。誰もが驚いたことか、テリーとビッグバードは、このテリフィック号を「大好き」と言っていた。そしてゴードンは説明書を読み続け、テリフィック号の部品の数を数えて部品の名前を答えた。そこでテリーは「このテリフィック号には付属品があるから、それをつけないと沈んじゃうかも？」と心配していた。そこでみんながボートを作り始めようとしていたとき、バークレーが説明書を掴んで逃走、みんなもバークレーの後を追った。その後、バークレーは箱の陰で眠っていたのだ。ゴードンはボートの取扱説明書をそっと引き出し、ボートの部品を組み立てて無事に完成。ゴードンたちはテリフィック号をバケツに入れる準備に取り掛かるとき、「バケツに水が無い！」と気づく。仲間たちは「どうやってバケツに水を入れようか？」と考え、テリーはアランに「コップ一杯の水を持ってきてよ」と頼み、それをバケツに注ぐが、テリーは「コップ一杯じゃ足りないね、それ以上の水が必要かも。」と考え、ゴードンはアランに「ちょっとホースを用意してくれ」と頼んだが、ホースが短すぎたのだ。そこでエリザベスは「バケツを近くに動かせばいいんじゃない？」と考え、ゴードンはそのバケツを動かして中に水を一杯まで注いだ。その間、オスカーはテリフィック号の中にビー玉を仕込んだ。改めてテリフィック号を浮かせたところ、テリフィック号が沈んでしまった。そこで仲間たちは、オスカーの仕業だと気づき、オスカーに「どうしてボートにビー玉を入れたんだ？」と尋ねたところ、オスカーは「おもちゃのボートを沈めちまえば、みんなが不幸になる」と解釈した。しかし仲間たちは認めなかった、しかしボートを沈めたことは謝った。ボートは誰もが愛するもの、そしてこのテリフィック号はビッグバードのボートのため、みんなはそのボートを浮かせたいと思っていた。そしてみんなが取ったビー玉をオスカーに返し、再びボートを浮かせて大成功を成し遂げたのだった。

## この回に登場した人物
登場人物
- アラン（吹 - 真殿光昭）
- ゴードン（吹 - 玄田哲章）

マペット
- ビッグバード（吹 - 真殿光昭）
- テリー（吹 - 玄田哲章）
- エリザベス（吹 - 亀井芳子）
- バークレー（吹 - 大川透）

バートとアーニーのラブ・ボート
アーニー（吹 - 真殿光昭）
ウィリアム・ウェグマンのコーナー
ウィリアム・ウェグマン（吹 - 玄田哲章）
ニュース・フラッシュ
- カーミット（吹 - 真殿光昭）
- クリストファー・コロンブス

バートとアーニーのコーナー
- アーニー（吹 - 真殿光昭）
- バート（吹 - 落合弘治）
- ブラッド（吹 - ?）

歌のゲスト
- ジェリー・ネルソン
- リトル・リチャード
- ジョー・ラポソ

アルファベットを歌おう
- グローバー（吹 - 落合弘治）
- モーガン・デセナ（吹 - ?）

エルモズワールド
- エルモ（吹 - 落合弘治）
- ヌードルさん

## 今週のコーナー
アメリカで放送されたコーナーを基に記述する。
コーナー
- バートとアーニーのラブ・ボート（初出：第1958話）
- 牛がお風呂に入るアニメ、Bのコーナー（初出：第3154話）
- アルファクエスト"文字のB"（初出：第2706話）
- ウィリアム・ウェグマンのコーナー "ボート"（初出：第3536話）
- カーミットのニュース・フラッシュ "航海編"（初出：第578話）
- 色々な形でロケットを作るアニメコーナー（初出：第3229話）
- バートとアーニーのコーナー（初出：第1134話）
- 虎の足はどれが正しいか？（初出：第3786話）
- ジェリー・ネルソンの「水を無駄にしないで」（初出：第2804話）
- AGUAという単語のカートゥーン（初出：第3280話）
- フィド君の誕生日（初出：第3809話）
- モンスターの数 文字の19（初出：第2718話）
- 大きくなる数 文字の19（初出：第2937話）
- 19個のポップコーン（初出：第2855話）
- スージーカブロジー"海賊"（第3480話）
- オインカー・シスターズの「Where Can You Be "B"」（初出：第3381話）
- 野球に関係するアルファベットの"B"（初出：第3266話）
- キャンドルの"B"（初出：第3111話）
- フィーニー隊長のコーナー "海"（初出:第2710話）作曲はアーティスト・マイク
- リトル・リチャードの「ラバーダッキー」（初出：第3263話）
- ラクダと砂漠の水（初出：第3528話）
- マペットと子供たち "アルファベットを歌おう"（初出：第3133話）
- ジョー・ラポソの「リトル・シングス」（初出：第2485話[1]）
- エルモズワールド 「みず」

## 今週の文字と数字
以下の文字と数字は、ビッグバードが視聴者に向けて伝えた。
- 文字のB
- 数字の19